# Francisco Tardivo Delben
Francisco Tardivo Delben, mais conhecido como Chico (São Carlos, 29 de junho de 1983) é um jogador de basquete profissional. Atualmente defende o São José.

## Títulos
São José Basketball
- Vice-campeão do Novo Basquete Brasil: 2011/12
- Campeonato Paulista: 2012
- Jogos Regionais: 2011
- Jogos Abertos do Interior: 2011

COC/Ribeirão Preto
- Campeonato Brasileiro: 2003
- Campeonato Paulista: 2002, 2003, 2004

## Honras
Craque da Galera NBB: 2010/11